# NGC 2222
NGC 2222 este o interacțiune de galaxii situată în constelația Pictorul. A fost descoperită în 4 decembrie 1834 de către John Herschel.